# NGC 5165
NGC 5165 је лентикуларна галаксија у сазвежђу Девица која се налази на NGC листи објеката дубоког неба.
Деклинација објекта је + 11° 23' 15" а ректасцензија 13h 28m 39,1s. Привидна величина (магнитуда) објекта NGC 5165 износи 13,9 а фотографска магнитуда 14,9. NGC 5165 је још познат и под ознакама MCG 2-34-16, CGCG 72-78, NPM1G +11.0349, PGC 47281.